# Suéltate el pelo (canción)
«Suéltate el pelo» es una canción del grupo de pop español Hombres G, que fue lanzada en el año de 1986, como parte de su cuarto álbum de estudio Agitar antes de usar.

## Antecedentes
El tema fue publicado como el primer sencillo de dicho disco aunque en ese momento pasó sin pena ni gloria al igual que otros temas famosos. Es en ese momento, en plena eclosión de la banda, cuando el álbum y este tema en concreto se encumbran en lo más alto de las listas de éxitos. La canción vuelve a publicarse como sencillo y se convirtió en otro éxito más de la banda y en la historia de Hombres G.
La canción también fue utilizada en la misma película de 1988 que protagonizaron al igual que otras canciones de sus álbumes anteriores.Además también fue inlcluida en la lista de las 100 grandiosas canciones de los años 80 según VH1 Latinoamerica, teniendo la posición #42.

## Lista de canciones

### CD - Sencillo[8]
| Suéltate el pelo — Single |                    |          |  |
| N.º                       | Título             | Duración |  |
| 1.                        | «Suéltate el pelo» | 3:15     |  |
| 2.                        | «Nassau»           | 4:30     |  |

## Versiones
En 2023 el cantante español Álvaro de Luna hace el cover a dueto con la banda española, que se publicó tiempo después a plataformas digitales.